# 大阪国際大学短期大学部
大阪国際大学短期大学部（おおさかこくさいだいがくたんきだいがくぶ、英語: Osaka International College）は、大阪府守口市にある私立短期大学。1962年創立、1962年短期大学設置。

## 概観

### 大学全体
- 大阪府守口市に所在する日本の私立短期大学で、設置主体は学校法人大阪国際学園、理事長は、奥田吾朗（世襲・3代目）[1]。
- 1962年に学校法人帝国学園により帝国女子短期大学として開学。3年後に開学の帝国女子大学[注釈 1]の併設短大として運営されていた。
- 2002年に大阪国際女子大学と大阪国際大学の統合に伴い、短大名が、大阪国際女子短期大学から変更された。
- 学科数は最大で4、その後は3→2に減少するも、2021年度より3となる。

### 建学の精神（校訓・理念・学是）
- 大阪国際大学短期大学部の理念は「全人教育」となっている

### 教育及び研究
- 栄養士、保育士、幼稚園教諭の養成に力をいれている。過去には、英語系の教育も執り行っていた。

### 特色
- 大阪国際大学短期大学部は、大阪国際大学の併設校。大阪府守口市藤田町6-21-57。大学と短期大学部は、図書館をはじめとして、ほぼ全ての施設を共有利用している。
- 「礼節を重んじ、世界に通じる心豊かな人間の育成」が、教育理念（大阪国際大学と同じ教育理念）。

## 沿革
- 大阪国際学園グループの源流は、1929年に設立の高等女学校「帝国高等女学校」[注 1]。太平洋戦争後の1948年に学制改革による新制の高校「帝国学園高等学校」[注 2]を開校した「学校法人帝国学園」が1962年に「帝国女子短期大学」を、1965年に「帝国女子大学」[注釈 1]、1988年に「大阪国際大学」を設立した。
- なお、「大阪国際女子大学」と「大阪国際大学」は平成初期のバブル崩壊と少子化を受け、志願者数激減。大学全入時代に備え2002年に統合された。同一法人内の2大学の統合は全国初という[3]。

### 年表[注 3]
1962年
- 1月20日 - 左記を以て文部省[注 4]より短期大学の設置が認可される[注釈 2]。
- 4月1日 - 帝国女子短期大学が以下の学科体制にて開学[注釈 2]。
  - 家政科 入学定員80名
- 5月1日 - 学生数[5]/定員
  - 家政科 77[注釈 3]/80

1963年
- 4月1日 - 以下の学科を増設する[6]。
  - 英文科 入学定員40名
- 5月1日 - 学生数[7]/定員
  - 家政科 162[注釈 3]/16

1976年
- 4月1日 - 以下の学科を増設[注釈 4]。
  - 幼児教育科 入学定員100名[9]
- 4月1日 - 英文科の入学定員を40→80に増員[注釈 4]。
- 5月1日 - 学生数[10]/定員
  - 家政科 232[注釈 3]/160
  - 英文科 161[注釈 3]/120
  - 幼児教育科 126[注釈 3]/100

1983年
- 4月1日 - 学科の入学定員を以下の通り変更する[注 5]。
  - 家政科 80[注釈 5]→120[注釈 6]
  - 英文科 80[注釈 5]→120[注釈 6]
  - 幼児教育科 100[注釈 5]→150[注釈 6]
- 5月1日 - 学生数[16]/定員
  - 家政科 257[注釈 3]/200
  - 英文科 269[注釈 3]/200
  - 幼児教育科  291[注釈 3]/250

1984年
- 4月1日 - 以下の学科を増設する[注 6]
  - 国際文化学科 入学定員160名
- 5月1日 - 学生数[19]/定員
  - 家政科 259[注釈 3]/240
  - 英文科 265[注釈 3]/240
  - 幼児教育科 314[注釈 3]/300
  - 国際文化学科 不明[注釈 3]/160

1985年
- 5月1日 - 学生数[20]/定員
  - 家政科 273[注釈 3]/240
  - 英文科 261[注釈 3]/240
  - 幼児教育科 339[注釈 3]/300
  - 国際文化学科 381[注釈 3]/320

1986年
- 4月1日 - 学科の定員増を以下の通り行う[注 7]。
  - 家政科 120→180
  - 英文科 120→180
  - 国際文化科 160→200
- 5月1日 - 学生数[23]/定員
  - 家政科 408[注釈 3]/300
  - 英文科 451[注釈 3]/300
  - 幼児教育科 397[注釈 3]/300
  - 国際文化科 443[注釈 3]/360

1989年
- 4月1日 - 英文科を英語科に改称[24]。
- 5月1日 - 学生数[25]/定員
  - 家政科 470[注釈 3]/360
  - 英語科 276[注釈 3]/200
    - 英文科 240[注釈 3]/200

  - 幼児教育科 402[注釈 3]/300
  - 国際文化科 536[注釈 3]/480

1991年
- 4月1日 -  学科の定員増を以下の通り行う[注 8]。
  - 家政科 180[注釈 7]→220[注釈 8]
  - 英語科 200[注釈 7]→240[注釈 8]
  - 国際文化学科 240[注釈 7]→280[注釈 8]
- 5月1日 - 学生数[30]/定員
  - 家政科 452[注釈 3]/400
  - 英語科 523[注釈 3]/440
    - 英文科 1[注釈 3]

  - 幼児教育科 363[注釈 3]/300
  - 国際文化学科 573[注釈 3]/480

1992年
- 4月1日 - 大阪国際女子短期大学（おおさかこくさいじょしたんきだいがく）と改称[31]。
- 5月1日 - 学生数[注 9]/定員[34]
  - 家政科 528[注釈 3]/440
  - 英語科 556[注釈 3]/480
  - 幼児教育科 403[注釈 3]/300
  - 国際文化学科 676[注釈 3]/560

1996年
- 4月1日 - 英語科の学生募集を最終とする[注 10]。
- 5月1日 - 学生数[36]/定員
  - 家政科 544[注釈 3]/440
  - 英語科 518[注釈 3]/480
  - 幼児教育科 410[注釈 3]/300
  - 国際文化学科 712[注釈 3]/560

1997年
- 4月1日 - 家政科の入学定員を220→160に減員[35]。
- 5月1日 - 学生数[37]/定員
  - 家政科 428[注釈 3]/380
  - 英語科 224[注釈 3]/240
  - 幼児教育科 367[注釈 3]/300
  - 国際文化学科 605[注釈 3]/560

1998年
- 5月1日 - 学生数[38]/定員
  - 家政科 307[注釈 3]/320
  - 英語科 4[注釈 3]
  - 幼児教育科 376[注釈 3]/300
  - 国際文化学科 553[注釈 3]/560

1999年
- 5月1日 - 学生数[39]/定員
  - 家政科 297[注釈 3]/320
  - 幼児教育科 400[注釈 3]/300
  - 国際文化学科 536[注釈 3]/560
- 12月22日 - 左記をもって英語科を正式に廃止[40]。

2000年代
- 国際文化学科の入学定員を280より減員あり。

2002年
- 4月1日 - 大阪国際大学短期大学部と改称[41]。

2004年
- 4月1日 - 家政科の入学定員を160→110に減員[42]。

2005年
- 4月1日 - 幼児教育科を幼児保育学科と改称[43]。
- 4月1日 - 学科の定員変更を以下の通り行う[43]。
  - 幼児保育学科 150→180
  - 国際文化学科 国際文化学科 160→130

2008年
- 4月1日 - この年度の入学生より家政科に国際文化学科を編入し、ライフデザイン総合学科[注 11]として改めて設置する[44]。ライフデザイン総合学科の栄養士コース、幼児保育学科で男子学生の募集を開始

2010年
- 5月28日 - 家政科を廃止[45]。

2012年
- 3月 左記をもって国際文化学科を正式に廃止[46]。

2014年
- 1月 - 平成26年度大学入試センター試験参加短期大学の1校となる[47]。
- 4月1日 - 幼児保育学科のコース制を廃止。ライフデザイン総合学科のキャリアデザインコース、観光・英語コースを男女共学化。

2015年
- 1月 - 平成27年度大学入試センター試験参加短期大学の1校となる[48]。
- 4月1日 - 以下の学科の入学定員を以下の通り変更する[49]。
  - ライフデザイン総合学科 200→140
  - 幼児保育学科 180→150

2016年
- 1月 - 平成28年度大学入試センター試験参加短期大学の1校となる[50]。

2021年
- 4月1日 - ライフデザイン総合学科の栄養士コース（栄養士養成課程）を以下の通り改組[1]。また、ライフデザイン総合学科をライフデザイン学科に改組。
  - 栄養学科 入学定員40名[51]

## 基礎データ
- 費用は、初年度145万円（2020年〈令和2年〉度の実績[52]）。

### 所在地
- 大阪府守口市藤田町6-21-57

### 交通アクセス
- 京阪本線大和田駅より北へ約600m（徒歩で約8分）または萱島駅より西へ約800m（徒歩で約11分）。

## 教育および研究

### 組織

#### 学科
- ライフデザイン学科 入学定員100名[1]
- 幼児保育学科 入学定員150名[1]
- 栄養学科 入学定員40名[1]

##### 過去にあった学科
- 英語科 入学定員240名[注 12]
- 国際文化学科 入学定員130名[注 13]

##### 取得資格について
- 保育士資格：幼児保育学科保育コースにて取得できる[要出典]
- 幼稚園教諭二種免許状：幼児保育学科全コースにて取得できる
- 栄養士資格と栄養教諭二種免許状：栄養学科の前身であるライフデザイン総合学科栄養士コースにて取得できた[55]。
- 中学校教諭二種免許状[要出典]
  - 家庭：ライフデザイン総合学科のライフデザインコース（女子のみ）に設置されていた[55]。2012年度入学生まで。
  - 英語：過去にあった英文科にて設置されていた[注 14]

### 系列校
- 大阪国際大学
- 大阪国際滝井高等学校[注 15]
- 大阪国際中学校・高等学校
- 大阪国際大和田幼稚園